# Garm (mitologia nordică)

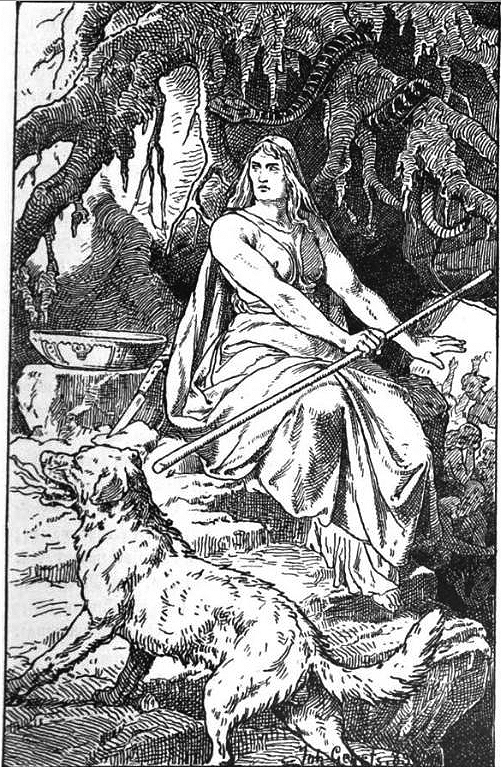
Câinele Garm, aflat la picioarele zeiței Hel.

În mitologia nordică, Garm sau Garmr este un câine monstruos , paznic al Helheimului. Conform legendelor, Garm este un câine uriaș, de culoare portocalie, care este legat la intrarea în peștera Gnipahellir, unica cale de intrare în Helheim. El este cel ce protejează acest tărâm al morții, și tot el este servitorul loial al lui Hel, zeița morți. De asemenea, el are grijă ca nimeni să nu evadeze din Helheim. Se spune că atuci când va veni Ragnarökul, sfârșitul lumii, el se va elibera din lanț și se va alătura giganților în războiul lor contra zeilor. În acest război, Garm va fi ucis de Tyr, dar în acelaș timp și Tyr va muri din cauza rănilor cauzate de Garm. Garm este asociat cu câinele Cerber din mitologia greacă.
Acest articol referitor la mitologia nordică  este deocamdată un ciot. Puteți ajuta Wikipedia prin completarea lui!